# 6-Pfünder-Feldkanone C/64
Die 6-Pfünder-Feldkanone C/64 war ein preußisches Feldgeschütz und Nachfolgemodell der 6-Pfünder-Feldkanone C/61. Die korrekte Bezeichnung für das Geschütz lautete: gezog. Gußstahl 6pfdr. mit Keilverschluß.
1871 wurde im Rahmen einer Neuorganisation die Typenbezeichnung geändert in 9 cm Stahlkanone mit Keilverschluß C/64.

## Geschichte
Mit der Baureihe C/61, zu der auch eine 6-Pfünder-Feldkanone gehörte, begann um 1859 in Preußen das Zeitalter der gezogenen Hinterladergeschütze. Die Geschütze dieser Baureihe waren alle noch mit dem Wahrendorff’schen Kolbenverschluss ausgerüstet, zu dessen Bedienung zwei Soldaten erforderlich waren. Um 1862 wurden dann in Preußen die ersten Geschütze, hier der 12- und 24-Pfünder der Festungs- und Belagerungsartillerie, erstmals mit einem Keilverschluss ausgerüstet, zu dessen Bedienung nur noch ein Soldat erforderlich war. Bei der Konstruktion der 4-Pfünder-Feldkanone C/64 wurde dieses Prinzip erstmals auf die Feldartillerie übertragen. Gleichzeitig wurden mit dem 4-Pfünder auch neue Lafetten und Protzen eingeführt, die dem Geschütz eine möglichst große Treffgenauigkeit, Leichtigkeit der Bedienung und Manövrierfähigkeit geben sollten. Auf Grund dieser Überlegungen, welche die Artillerie-Prüfungs-Kommission (AKP) hierfür angestellt hatte, erschien es sinnvoll, auch diese auf einen neuen 6-Pfünder zu übertragen.
Nach der Misere 1866 mit den gezogenen gussstählernen Feldgeschützen, die mit dem Wesener’schen Keilverschluss ausgerüstet waren, wurde die Fertigung diese Geschütztypes eingestellt. Die vorhandenen Geschütze wurden an die Festungsartillerie abgegeben. Die bereits vorhandenen weiteren Rohrrohlinge C/64 mit 4-kantigem Bodenstück wurden mit dem Wahrendorff’schen Kolbenverschluss fertiggestellt. Diese Geschütze wurden mit der Typenbezeichnung gezog. Gußstahl 6pfdr. mit Kolbenverschluß, abgeschmiedet für Keilverschluß in Dienst gestellt. 1871 erfolgte eine Umbenennung in 9 cm Stahl-Kanone mit Kolbenverschluß (Vierkant).

## Technik
Neben der bereits oben angesprochenen Neukonstruktion der Lafetten und Protzen, welche bereits eine Gewichtsreduzierung von 136 Pfund ergaben, wurde auch die Rohrkonstruktion des 4-Pfünders auf den 6-Pfünder übertragen. Da bei diesem Modell gleichfalls ein Keilverschluss zum Einsatz kommen sollte, musste das Bodenstück zur besseren Einbringung des Keilloches vierkantig gestaltet werden. Zur Verwendung kam dann der sogenannte „Wesener’sche Keilverschluss“, der mit dem Keilverschluss der 4-Pfünder-Feldkanone C/64 konstruktiv identisch war. Auch dieser Verschluss war mit der Kupferliderung ausgestattet. Nach 1866 wurde diese Ausführung nicht mehr gefertigt und man ging wieder zum Wahrendoff’schen Kolbenverschluss über. Dieser unterschied sich jedoch von der Ausführung C/61 in der Form, dass jetzt das Endstück des Verschlusskolbens als glatter Zapfen mit einem Querloch, in das ein sogenannter „Splintkeit“ eingesteckt werden konnte, ausgebildet war. Außerdem wurde an dem bei geschlossenem Verschluss rechts stehenden Kurbelarm eine Kugel angebracht, die das selbsttätige Lösen des Verschlusses verhindern sollte. Bei dieser Ausführung mussten zur Liderung wieder Pressspanscheiben verwendet werden, welche nicht mit der Kartusche verbunden waren. Diese mussten im Gegensatz zum 4-Pfünder separat eingelegt werden. Gleichfalls wurde das Zugsystem umgestaltet.
Bedienung: Für das Geschütz war eine Personalbedarf von sechs Soldaten vorgesehen. Dieser bestand aus dem Geschützführer plus fünf Kanonieren. Die Aufgaben waren wie folgt verteilt:
- Nr. 1: revidiert das Zündloch nach jedem Schuss mit der Kartuschnadel, durchsticht die Kartusche mit derselben und feuert ab.
- Nr. 2: handhabt den Verschluss, setzt die Kartusche an und richtet.
- Nr. 3: wischt aus, setzt das Geschoss an und unterstützt Nr. 2 beim Nehmen der Seitenrichtung mittels des Richtbaums.
- Nr. 4: bringt die Munition zum Geschütz, nachdem der Geschützführer die Granate mit Vorstecker und Zündschraube versehen hat

Nachdem Nr. 3 dieselbe mit dem Wischer vorgedrückt hat, setzt Nr. 4. die Kartusche (sowie beim hohen Bogenschuss eventuell den davon getrennten Pressspanboden ein).
- Nr. 5: öffnet und schließt die Protze, entnimmt die Geschosse daraus und gibt sie an Nr. 4. Außerdem fettet er den Wischer mit Glycerinöl ein.

Lafetten: Die Wände der Feldlafette C/64 waren ähnlich geformt wie die der Feldlafette C/61, waren jedoch nur für das Schildzapfenlager ausgeschnitten. Die Ausschnitte für die Achsfutter sowie die Wanddurchbrüche für die Richtwelle entfielen. Dadurch konnten die Wandstärken deutlich reduziert werden, was letztlich zu der oben genannten Gewichtsreduzierung führte. In die Lafette war jetzt eine Wellenrichtmaschine mit doppelter Gewindespindel eingebaut. Diese hatte gegenüber der Ausführung C/61 den großen Vorteil, dass sich auf Grund der Doppelspindel die Richtzeit deutlich reduzierte. Außerdem stand die Richtsohle bei dieser Ausführung nicht mehr auf der Richtspindel auf, sondern war hängend angeordnet, was in Bezug auf die Haltbarkeit große Vorteile bot. Die Achse war jetzt aus Gussstahl gefertigt. Auf Grund des Wegfalls der Achsfutter musste sie durch seitlich angebrachte Diagonalstreben stabilisiert werden. Als Räder wurden jetzt sogenannte „Thonet’sche Räder“ verwendet. Diese bestanden aus einer bronzenen Nabe, zwölf Speichen und dem Felgenkranz mit dem eisernen Radreifen. Der Durchmesser der Räder betrug 59,20 Zoll. Die 6-pfündige Lafette hatte eine Lagerhöhe von 3 Fuß 7,20 Zoll bei einer Gleisbreite von 58,50 Zoll.

## Technische Daten
Zur Umrechnung wurden die Zahlenwerte der preußischen Maß- und Gewichtsordnung vom 16. Mai 1816 zugrunde gelegt.
- Kaliber: 3,5 Zoll = 9,15 cm
- Rohrlänge: 78 Zoll = 2,04 m
- Munitionstyp/Gewicht[8]
  - Granaten bestehend aus: Eisenkern, Bleimantel, Sprengladung, Zünder. Gesamtgewicht: 13¾ Pfund, hiervon betrug die Sprengladung 15 Loth.
  - Brandgranaten. Diese enthielten nur 12 Loth Sprengladung. Zusätzlich kamen noch sechs Brander zu je 1,5 Loth hinzu. Das Gesamtgewicht erhöhte sich dadurch um 6 Loth.
  - Kartätschen: Diese waren mit 41 Zinkkugeln zu je 5 Loth gefüllt. Gesamtgewicht: 9 Pfund.
- Ladung: Geschossen wurde in der Regel mit 1,2 Pfund Geschützpulver im Kartuschbeutel. Für den sogenannten hohen Bogenschuss standen noch Kartuschen mit 0,6 und 0,3 Pfund Gewicht zur Verfügung.
- Züge: Der 6-Pfünder hatte 16 Keilzüge. Die Breite betrug am Ladungsraum 0,59 Zoll und an der Mündung 0,44 Zoll, bei einer Tiefe von 0,05 Zoll. Die Felder waren 0,10 bzw. 0,25 Zoll breit. Die Dralllänge betrug 16 Fuß.
- Gewicht: Das Geschütz wog komplett ausgerüstet 4120 Pfund.[9][10]
  - Feldlafette ohne Ausrüstung: 992 Pfund
  - Feldprotze ohne Ausrüstung: 889 Pfund
  - Fünf Mann Personal (je 170 Pfund): 850 Pfund[11]